# Harkány
Harkány (en croata: Harkanj) es una ciudad en el condado de Baranya, Hungría.

## Historia
El área ha estado habitada desde la época medieval; el nombre "Nagh Harkan" se menciona en un documento del año 1323. Se desconoce el origen y el significado del nombre harkány, pero hallazgos arqueológicos demuestran que la zona estuvo habitada por hunos y ávaros hace unos 1000 años. Hasta el final de la Segunda Guerra Mundial, la mayoría de los habitantes eran suabos del Danubio, también llamados localmente como Stifolder, debido a que sus antepasados llegaron en los siglos XVII y XVIII desde el distrito alemán de Fulda. La mayoría de los antiguos colonos alemanes fueron expulsados a la Alemania y la Austria ocupadas por los Aliados entre 1945 y 1948, tras el Acuerdo de Potsdam.
Hoy en día quedan pocos alemanes; la mayoría de la población actual son descendientes de húngaros del intercambio de población checoslovaco-húngaro. Ocuparon las casas de los antiguos habitantes suabos del Danubio.

## Spa
Las aguas medicinales ricas en azufre fueron descubiertas en 1823 por János Pogány, un pocero que sintió que las aguas cálidas tenían un buen efecto sobre su pierna enferma.
Los beneficios medicinales de las aguas están probados en el tratamiento de trastornos locomotores, inflamaciones ginecológicas crónicas y disfunciones linfáticas, así como en la psoriasis.
El spa se encuentra en un enorme parque natural de 13,5 hectáreas, entre árboles centenarios, y cuenta con un baño de playa, un spa y un parque de toboganes. Además de curar enfermedades de la piel, el agua del baño también es excelente para tratar problemas de infertilidad.

## Turismo
Desde el descubrimiento de las aguas medicinales hace 150 años, el número de turistas que visitan el balneario de Harkány ha alcanzado el millón de personas al año. Harkány es uno de los balnearios urbanos más famosos; se han construido numerosos alojamientos y lugares de ocio. Harkány cuenta con un hospital para el tratamiento de enfermedades reumáticas.

## Demografía
En 2022, la población de la ciudad era 86,3% húngara, 4,5% alemana, 3,8% croata, 1% serbia y 2,6% de origen no europeo. La población era 33,3% católica y 12,1% reformada.

## Ciudades hermanadas
Harkány está hermanada con:
- Băile Tușnad, Romania
- Bačko Petrovo Selo, Serbia